# Regenpijp

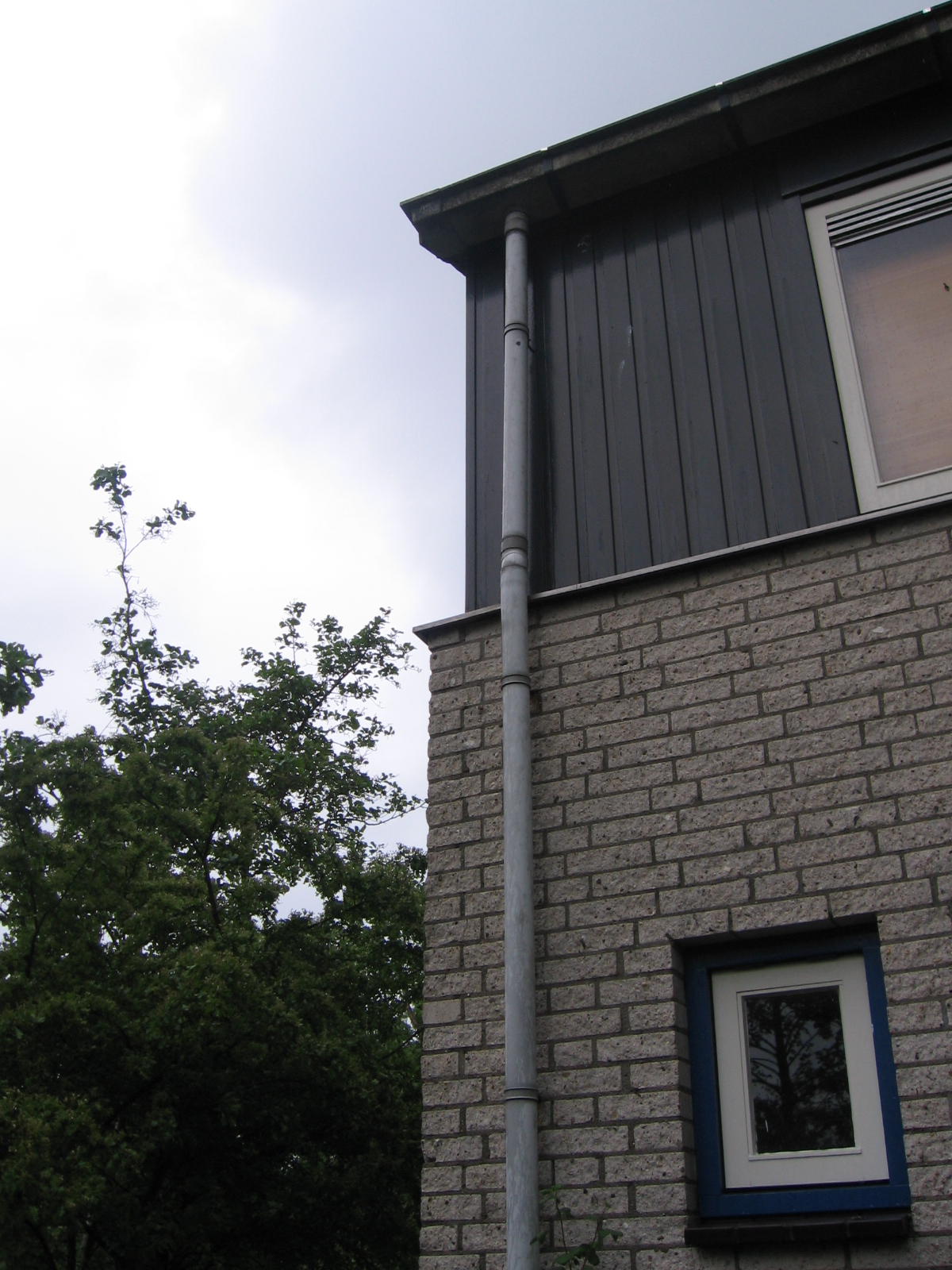
Regenpijp

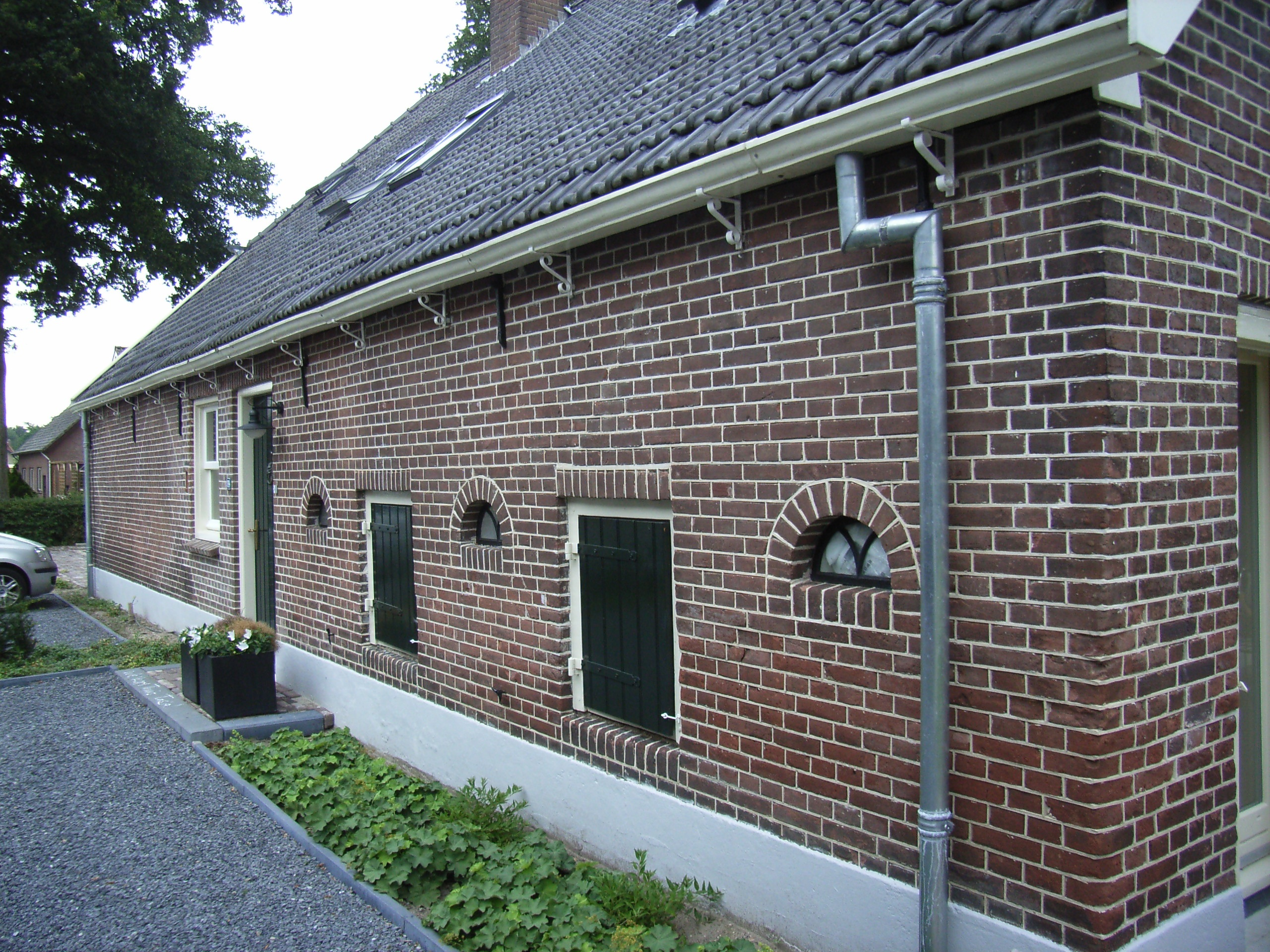
Verzinkt stalen afvoerpijp

Een regenpijp of hemelwaterafvoer is een buis die aan een dakgoot of een plat dak is bevestigd en dient om neerslag van het dak af te voeren.

## Afvoer
De regenpijp voert het regenwater af naar een regenton, een regenput of het riool. Tegenwoordig worden regenwaterafvoeren soms weer afgekoppeld van de hoofdriolering. Indien er een gescheiden rioolstelsel in de straat ligt wordt het regenwater niet naar een rioolwaterzuivering maar naar het oppervlaktewater afgevoerd. Hierdoor wordt bij zware regenval overbelasting van- en overstorten uit het riool voorkomen. Indirect levert dit ook een bijdrage aan het voorkomen van verdroging.
De diameter van een regenpijp is afhankelijk van de te verwerken hoeveelheid water. Er is een vuistregel voor woningbouw waarmee snel de afvoercapaciteit kan worden bepaald: voor iedere vierkante meter (horizontale projectie) dakoppervlak moet 1 cm² regenpijpdoorsnede worden geïnstalleerd. Een regenpijp heeft een diameter van 70–100 mm, wat overeenkomt met ongeveer 40–80 cm².
Regenpijpen worden gewoonlijk van verzinkt metaal of kunststof gemaakt. Gebruik van zink belast het milieu. Op kwetsbare plekken, bijvoorbeeld aan de straatzijde, is het gebruikelijk om het onderste gedeelte van de regenpijp uit te voeren in sterkere materialen, bijvoorbeeld een verzinkt stalen buis. Bij restauratie van historische gebouwen worden naast zinken soms koperen regenpijpen gebruikt.
Afvoeren voor het regenwater kunnen behalve rond, ook uitgevoerd zijn in rechthoekige vorm. Met name als de afvoer binnen het metselwerk van de gevel valt, wordt vaak de rechthoekige vorm gebruikt.

### Gescheiden afvoer
Lang werden regenwater en afvalwater via een gemengd openbaar rioolstelsel afgevoerd. Deze aanpak had drie belangrijke nadelen:
1. het relatief schone regenwater wordt eerst vermengd met ontlasting en vuil, waarna het eerst gezuiverd moet worden voordat het weer in de waterkringloop terug kan;
2. de gemeentelijke rioolwaterzuiveringsinstallatie vereist een grotere verwerkingscapaciteit dan noodzakelijk;
3. bij hevige regenval kunnen de riolen overbelast raken, waardoor fecaliën en vuil de straat op stromen of overstorten in oppervlaktewater.

Veel gemeenten vervangen de bestaande riolering volgens een langjarig gemeentelijk rioleringsplan. De aanleg van nieuwe gescheiden van de regenwater en afvalwater kan daar deel van uitmaken. Het is ongeveer anderhalfmaal zo duur als een enkele rioolbuis.
Installateurs bij renovatie of nieuwbouw verplicht om het regenwater apart te verzamelen en af te voeren tot aan de perceelgrens. Vooruitlopend op de vorderingen van de gemeenten worden zo steeds meer aansluitingen geschikt gemaakt om van het openbare rioolstelsel te worden afgekoppeld. Zolang er geen gescheiden afvoer beschikbaar is worden beide aangesloten op de beschikbare grondleiding. Regenwater kan ook op het eigen perceel of op wijkniveau worden verwerkt.

## Gesloten afvoer
UV staat voor het Finse umpi virtaus, wat "gesloten stroming" betekent.

### Werking
Dit afvoersysteem functioneert op basis van het hevelprincipe. Regenwater op het dak stroomt in speciale afvoertrechters. De trechters zijn ontworpen om de luchttoevoer naar de standleiding af te sluiten. Als de luchttoevoer eenmaal is afgesloten, wordt de stroming door de afvoerleiding geremd zodat zich onder de trechter een watermassa vormt. Met de watermassa bouwt zich ook een krachtige onderdruk op. Bij een kleine watertoevoer functioneert UV zoals een traditionele afvoer, waarbij het water onder vrij verval afvloeit. Wanneer de hevel in werking treedt, stroomt het regenwater met een snelheid van enkele meters per seconde door de afvoerleidingen. Hoe heviger de regenbui, des te beter dit afvoersysteem functioneert.

### Kenmerken
Door het efficiënte gebruik van het leidingvolume (volledige vulling) en de hevelwerking, volstaat het UV-systeem zonder afschot en met relatief kleine diameters (40–100 mm). De stromende watermassa veroorzaakt wel grotere dynamische krachten op het leidingstelsel. Om geluid of lekkages te vermijden, moeten de leidingen steviger bevestigd worden dan gebruikelijk bij het traditionele overlaatsysteem.

### Noodoverlaat
Uit kostenoverwegingen worden primaire afvoersystemen berekend op 0,03 l/(s·m2). Eens per 5 jaar doen zich in Nederland extreme regenbuien voor tot wel 0,06 l/(s·m2). Het primaire afvoersysteem is hier niet op berekend. Om de integriteit van de dakconstructie te garanderen, worden alle gebouwen uitgerust met een noodoverlaat. De noodoverlaat voert het regenwater niet af naar een grondleiding, maar zichtbaar rondom het gebouw. Bij extreme regenval mogen de noodoverlaten spuien. Als de noodoverlaten spuien bij een normale regenbui, dan is dit een teken dat er iets mis is met de primaire afvoer - het is dus belangrijk om het probleem te onderzoeken, omdat de dakconstructie gevaar loopt wanneer zich een extreme regenbui voordoet.
UV is ook geschikt als noodoverlaat.
Het fysieke bouwwerk wijkt altijd af van het ontwerp. De aannemer en installateur mogen redelijkerwijs en onafhankelijk van elkaar, enkele centimeters afwijken van de millimetermaatvoering op de bouwtekeningen. Hierdoor kan de situatie zich voordoen dat de afstand tussen een inlaat van een noodtrechter en het dak 4 cm groter is dan ontworpen, waardoor de watermassa 40 kg/m2 groter kan worden dan berekend. Bij extreme regenval vormt zich een watermassa op het dak waardoor de dakconstructie enigszins zal doorbuigen. Deze vervorming is normaal. De werking van de noodoverlaat komt echter in gevaar als de doorbuiging verhindert dat de waterlijn de noodtrechters bereikt. De UV-noodoverlaat zal namelijk niet in werking voordat de noodtrechter geheel onder water staan. Als de noodoverlaat niet in werking treedt, kan het dak instorten. Om de werking van de noodoverlaat te garanderen, moeten de installateur en constructeur onderling afstemmen over het ontwerp van de dakconstructie en de noodafvoertrechters.